# Daubeuf (Angerville-la-Martel)
Daubeuf is een gehucht in de Franse gemeente Angerville-la-Martel in het departement Seine-Maritime in Normandië. 
Het gehucht ligt in het noordoosten van de gemeente, twee kilometer ten noordoosten van het dorpscentrum van Angerville. Het dorpscentrum van buurgemeente Ancretteville-sur-Mer ligt slechts een kilometer noordwaarts.

## Geschiedenis
Oude vermeldingen van de naam gaan terug tot de 12de eeuw als Apud Dambam en In terra mea de Dauboio. Op de 18de-eeuwse Cassinikaart is hier het plaatsje Daubœuf aangeduid.
Op het eind van het ancien régime eind 18de eeuw, toen de gemeenten werden gecreëerd, werd de plaats ondergebracht in de gemeente Angerville-la-Martel. In de volgende periode werd de grote weg van Le Havre naar Dieppe, die door het gehucht loopt, rechtgetrokken.
Angerville-la-Martel · Daubeuf · Limerville · Miquetot · Rue d'Angerville · Ypreville